# Katarina Ranković
Katarina Ranković (Beograd, 1990) je beogradska pijanistkinja i performerka, poznata 
i kao Lady K.
Osnovne i master studije klavira završila je na Fakultetu muzičke umetnosti u Beogradu 2014. godine. Master studije iz oblasti performansa završila je  kao stipendista G12Hub platforme za performativne umetnosti u Beogradu. Doktorirala je na smeru Dramske i audiovizuelne umetnosti na Akademiji umetnosti u Novom Sadu 2022. godine.

### Nagrade
Dobitnica je mnogobrojnih državnih i međunarodnih nagrada iz oblasti pijanizma i kamerne muzike, među kojima su Republičko takmičenje pijanista u Srbiji, međunarodno takmičenje "Gradus ad Parnassum" u Kragujevcu za klavir i kamernu muziku.

### Autorstvo
Aktivno se bavi stvaranjem autorske muzike, kako u kamernoj i solističkoj karijeri izvođača, tako i u oblasti primenjene muzike.

### Primenjena muzika
Komponovala je muziku za film "Čistač" (2014) u režiji Predraga Rafailovića, za predstavu u Zagrebačkom kazalištu mladih "Radnice u gladovanju" (2017) u režiji Olje Lozice, za predstave u režiji Tamare Damjanović "Sjećanje šume" (kazalište Gavela, 2018), "Popolni tujci" (Slovenačko narodno gledališče Maribor, 2019) i "Avijatičari" (Teatar ITD, Zagreb, 2021), "Je l' tako Zorane" (Kazalište Moruzgva, Zagreb, 2021), "San letnje noći" (Hrvatsko narodno kazalište u Osijeku, 2021), zatim,  predstavu "Ja sam ptica, ja sam sve" u režiji Katarine Orlandić (teatar "Vuk Karadžić", 2019) i za koreografsku minijaturu "Osiromašeni" u režiji Joane Knežević (Narodno pozorište u Beogradu, 2020).

### Performansi
Katarina Ranković je bila učesnica i autorka muzike u diplomskim performansima studenata platforme G12Hub.
Svoj diplomski performans "Healing" održala je 2016. u galeriji "Haos" u Beogradu. Nakon toga su usledili muzičko-scenski performansi, čiji je  bila ideijni tvorac i izvođač - "ZYCLUS" (Muzej savremene umetnosti u Novom sadu, 2017) i "Motion" (Muzej nauke i tehnike u Beogradu).
Aktivno radi kao autorka, izvođač i asistent na dizajnu zvuka i muzike u domaćim i stranim produkcijama predstava, filmova i performansa, među kojima se ističe njen rad na muzici za performativni film Alexandera Zaina, prikazan na Venice performance art week, u Veneciji (Italija) 2023. godine. Bila je polaznik i član ECC Performance platforme za umetnike iz celog sveta (2021).

### Pop muzika
Katarina Ranković je prisutna na domaćoj sceni kao autorka i izvođačica u domenu popularne muzike. Pesme su joj objavljivane na različitim streaming platformama i izdanjima Femixeta - kompilacijama pesama autorki, odnosno pesama čiju su muziku i/ili tekst pisale žene.